# Celia Paul
Celia Paul (1959) es una artista británica nacida en India.

## Biografía
Paul nació el 11 de noviembre de 1959 en Thiruvananthapuram (anteriormente Trivandrum), en el sur de la India.
Desde 1976 hasta 1981 estudió en la Slade School of Fine Art de Londres, donde conoció a Lucian Freud, que era entonces tutor visitante. Con él mantuvo una relación de diez años (de 1978 a 1988) de la que nació su hijo, Frank Paul (10 de diciembre de 1984), artista también.
Paul estuvo representada por Bernard Jacobson Gallery, Londres de 1984 a 1986 y luego por Marlborough Fine Art, Londres de 1989 a 2014, y desde 2014 lo está por la galería Victoria Miro, de Londres.
En 2019 publicó su autobiografía Self-Portrait, que tuvo una buena acogida en periódicos como The Guardian, The New York Times y The New York Review of Books.

## Estilo e influencias
Las pinturas de Celia Paul son representaciones íntimas de personas y lugares que ella conoce bien. No realiza encargos de retratos. Sus pinturas tienen una inquietante evocación de otro mundo. "A lo largo de toda su obra, su visión está asociada a un potencial mundo interior. Así es como puede comunicar un sentido de lo inefable". Desde 1977 hasta 2007 Paul trabajó en una serie de pinturas sobre su madre y desde entonces se ha concentrado en sus cuatro hermanas, especialmente en su hermana Kate. "La verdadera fuerza del proyecto de Paul se hace evidente con el tiempo: la energía emocional concentrada en la crónica de una familia y sus sutiles cambios a lo largo de los años. Posteriormente su obra tomó una nueva dirección y se centró en el paisaje y el mar. “Es una creadora de imágenes subterráneas. Sus lienzos son el impresionismo en conversación con el modernismo-objetivo pero sentido".

## Exposiciones individuales
- Yale Center for British Art, del 3 de abril al 12 de agosto de 2018; itinerante en la Biblioteca Huntington, del 9 de febrero al 8 de julio de 2019.
- "The Sea and The Mirror", Victoria Miro Venecia, 23 de septiembre-21 de diciembre de 2017.
- "desdemona for hilton by celia", Victoria Miro, Londres, 16 septiembre-29 de octubre de 2016.
- "desdemona para celia by hilton", Gallery Met, Nueva York, 2015.
- "Celia Paul", Victoria Miró, 2014.
- "Gwen John y Celia Paul: pintores en paralelo", Pallant House Gallery, Chichester, 2012-2013.
- "Celia Paul", Graves Art Gallery, Sheffield, 2005.
- "Celia Paul: Stillness", Abbot Hall, Kendal, 2004.
- Exposiciones individuales periódicas en Marlborough Fine Art, 1991-2013
- "Celia Paul", Galería Bernard Jacobson, 1986.

## Exposiciones colectivas
- Contemporary Tintoretto, Palazzo Ducale y Galeria Giorgio Franchetti, Ca' d'Oro, Venecia: 20 de octubre de 2018 -24 de febrero de 2019.
- "All Too Human", Tate Britain, 28 de febrero-26 de agosto de 2018; itinerante en el Museo de Bellas Artes, Budapest, 9 de octubre de 2018-13 de enero de 2019.
- "House Work", Victoria Miro Mayfair, Londres, 1 de febrero-18 de marzo de 2017.
- "NO MAN'S LAND: Mujeres Artistas de la Colección de la Familia Rubell", Colección de la Familia Rubell, Miami, 2015-2016.
- "Fuerzas en la naturaleza", comisariada por Hilton Als; Victoria Miró, Londres, 2015.
- Obra presentada en Frieze Art Fair, Londres, 2014 por Victoria Miro
- "CinematIc Visions: Painting at the Edge of Reality", comisariada por James Franco, Isaac Julien y Glenn Scott Wright, Victoria Miro, Londres, 2013.
- "Self-Consciousness", comisariada por Peter Doig y Hilton Als, VeneKlasen/Werner, Berlín, 2010.
- "Psycho", comisariada por Danny Moynihan, Anne Faggionato, Londres, 2000.
- "School of London", Odette Gilbert, Londres, 1989.
- "British Figurative Art" de Sickert a Bacon", Museo de Israel, Jerusalén, 1989.
- "School of London", Bacon to Bevan", Musée Maillol, París, 1998.
- "Septiembre", comisariada por Peter Doig, The approach, Londres, 1997.

## Documentales y entrevistas
Celia Paul: Private View, dirigida por Jake Auerbach, 2019
- Diálogo con Hilton Als, Victoria Miro, Londres, 8 de julio de 2014.
- Artistas en guerra: Walter Sickert, dirigida por Danny Katz, 2014.
- Woman's Hour, transmitido por BBC Radio 4, 1 de octubre de 2012.
- La última película artística, dirigida por Jake Auerbach, 2010.
- Lucian Freud, dirigida por Randall Wright, 2011.
- Lucian Freud, dirigida por Jake Auerbach, 2004.

## Colecciones
Museo Británico, Londres; National Portrait Gallery, Londres, Victoria and Albert Museum, Londres; Colección Saatchi, Londres; Abad Hall, Kendal; Museo Metropolitano de Arte, Nueva York; Centro de Yale para el Arte Británico, Connecticut; Fundación Carlsberg, Copenhague; Museo Frissiras, Atenas; Museo Herzog Anton Ulrich, Brunswick, Alemania; Instituto Morgan, Nueva York; Colección de arte New Hall, Cambridge.

## Otras lecturas
- Celia Paul, Autorretrato . Cabo Jonathan, noviembre de 2019ISBN 9781787331846
- Tim Adams, Celia Paul sobre la vida después de Lucian Freud: 'Tuve que hacer mía esta historia', The Guardian, 27 de octubre de 2019.
- Revista Financial Times: "La aclamada artista Celia Paul sobre la pintura de la vida y la pérdida": 16 de marzo de 2018.
- Farah Nayeri, New York Times: Artist's Muse Steps out of the Shadows: 5 de marzo de 2018 y portada de New York Times International 11 de marzo de 2018.
- Sophie Elmhirst, 'Standing Tall: Celia Paul siempre será su propia mujer', Harper's Bazaar Art, noviembre de 2016 [Arte de portada Anemone, Celia Paul, mayo de 2016].
- Laura Cumming, 'Siempre son los callados. . .' , The New Review [The Observer], 11 de septiembre de 2016.
- Jackie Wullschlager, 'La artista Celia Paul explora la belleza de la melancolía', Financial Times, 2 de septiembre de 2016.
- Hilton Als, "Celia at Home", en Celia Paul (Londres: Victoria Miro, 2014).
- Rowan Williams, (introducción) Gwen John y Celia Paul: pintores en paralelo (Chichester: Pallant House Gallery, 2012).
- Catherine Lampert, "Ochenta pasos", en Celia Paul (Londres: Marlborough Fine Art, 2011).
- Frank Paul, (introducciones) Celia Paul (Sheffield: Graves Art Gallery, 2005) y Celia Paul (Londres: Marlborough Fine Art, 2013).
- William Feaver, (introducción) Celia Paul: Quietud (Kendal: Abbot Hall Art Gallery, 2004).
- Alistair Hicks, La Escuela de Londres: Resurgimiento de la Pintura Contemporánea (Oxford: Phaidon Press, 1989).
- "¿Puede una mujer que es artista ser simplemente una artista?", New York Times Magazine, noviembre de 2019.

La musa en su caballete; Zadie Smith; 21 de noviembre de 2019, New York Review of Books.